# Fiat 524
Fiat 524 es un coche que fue producido por el fabricante italiano Fiat entre 1931 y 1934. El Fiat 524 era una versión más grande y lujosa qu el modelo anterior, el Fiat 522. Se fabricaron 10.135 unidades en total.
En Polonia, se fabricó una versión llamada Fiat Polski 524, en unos talleres levantados en Varsovia.

## Tipos de modelo
- Cabriolet, 4 puertas, 4 asientos
- Limusina, 4 puertas, 4 asientos
- Saloon, 4 puertas, 4 asientos

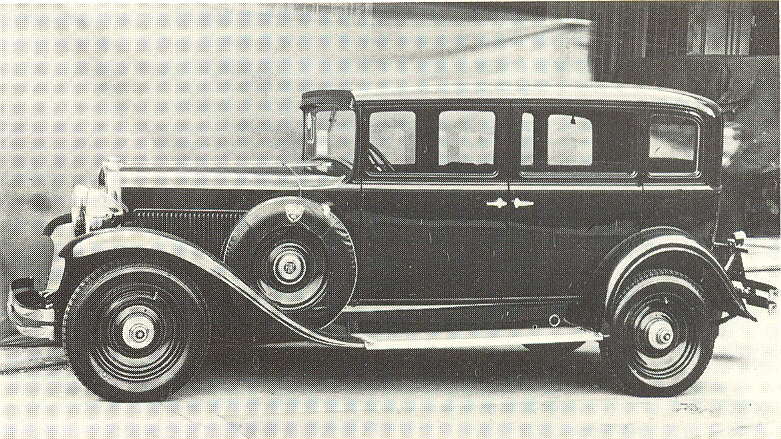
Fiat 524 C Serie1 Sedan 1931
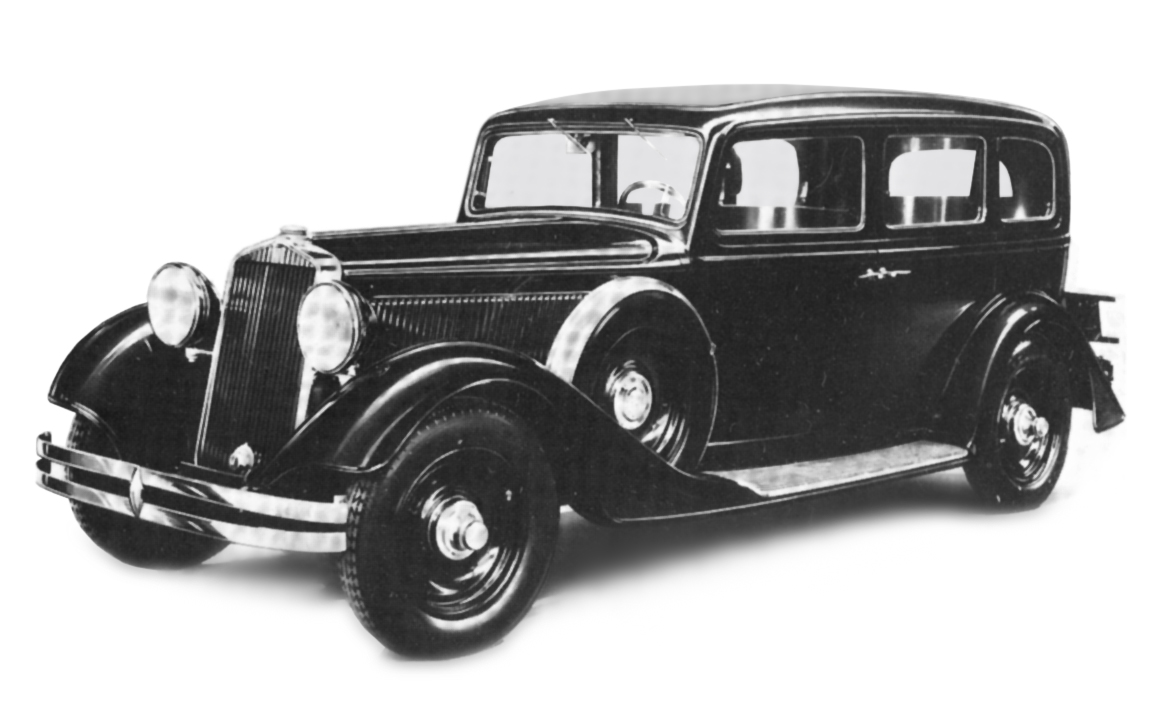
Fiat 524 L Serie2 Sedan 1933

- Datos: Q520107
- Multimedia: Fiat 524 / Q520107